# Michele Guadagno
Michele Guadagno (Napoli, 16 ottobre 1878 – Napoli, 10 settembre 1930) è stato un ingegnere e botanico italiano.

## Biografia
Pur mostrando fin dalla prima giovinezza una particolare predilezione per le scienze naturali, seguì studi d'ingegneria civile al Politecnico di Napoli; conseguì la laurea nel 1905 e dall'anno successivo cominciò a prestare servizio presso l'ufficio tecnico municipale di Napoli come ingegnere straordinario; pertanto la sua massima attività si svolse nel campo tecnico ed edilizio cittadino.
A testimonianza dell'impegno che Guadagno profuse nel suo lavoro, restano ancora oggi nella città di Napoli molte opere da lui progettate come la galleria della Vittoria, il tunnel urbano scavato sotto il Monte Echia, e le pubblicazioni di geologia strutturale e applicata che riguardano lo studio dei tufi vulcanici di Napoli. Notevoli erano le sue conoscenze geologiche, che ebbe modo di trasmettere insegnando Geologia Applicata alle costruzioni nella R. Scuola d'Ingegneria di Napoli; gli fu assegnata, inoltre, la direzione del gabinetto di Geologia, che egli in due anni d'insegnamento riuscì a sistemare.
Nonostante il faticoso lavoro da ingegnere, Guadagno, lavorando nel suo tempo libero, esplorò quasi tutte le regioni dell'Italia meridionale mantenendosi in costante relazione di scambio con i più illustri botanici d'Europa. Studiò con particolare attenzione la vegetazione della penisola sorrentina, dell'isola di Capri e del Monte Nuovo; questi luoghi attrassero la sua attenzione per la molteplice varietà paesaggistica cui corrispondeva un'uguale varietà di vegetazione.
Dell'amore per gli studi naturalistici, Guadagno lasciò alla sua morte, avvenuta prematuramente per una fulminante malattia epatica, una ben fornita biblioteca botanica, un accurato erbario di oltre trentamila esemplari oggi conservato al Dipartimento di Scienze Biologiche dell'Università di Pisa; numerose pubblicazioni e un meticoloso schedario, dove annotava accuratamente tutte le osservazioni fatte nelle oltre duecento escursioni nella penisola sorrentina e nel distretto di Castellammare di Stabia, attualmente conservato presso l'Erbario Storico della sezione di Biologia Vegetale del Dipartimento delle Scienze Biologiche di Napoli.

## Opere

### Pubblicazioni di botanica
- Una escursione a Monte sacro di Novi in Lucania. (Boll. R. Orto Botanico della R. Università di Napoli, vol. 2, 1908, pp. 235 – 250).
- Note d'Erbario. (Boll. R. Orto Botanico della R. Università di Napoli, vol. 2, 1908, pp. 461 – 465).
- L'Epipogium aphyllum (Schm.) Sw. nell'Italia Meridionale. (Boll. R. Orto Botanico della R. Università di Napoli, T. II, 1910, pp. 521 - 523).
- Prime notizie sulla vegetazione delle Isole Sirenuse. (Boll. R. Orto Botanico della R. Università di Napoli, vol. III, 1911, pp. 75 – 91, con 4 fig.).
- A proposito di due specie di felci da escludere dalla flora napoletana. (Boll. Soc. Bot. Ital., Firenze, 1912 pp. 94 - 98).
- Sulla nomenclatura di alcune Rubie della flora europea. (Boll. Soc. Bot. Ital., Firenze, 1914 pp. 28 - 33).
- A proposito di Thymus striatus Vahl. (Boll. R. Orto Botanico della R. Università di Napoli, vol. IV, 1914, pp. 223 – 229).
- La vegetazione della Penisola Sorrentina. Parte I, II, III. (Boll. R. Orto Botanico della R. Università di Napoli, vol. V, 1918, pp. 133 – 178).
- La Carex grioletti Roem. Nella Penisola Sorrentina. (Boll. R. Orto Botanico della R. Università di Napoli, vol. V, 1918, pp. 285 – 288).
- La vegetazione della Penisola Sorrentina. Parte IV. (Elenco sistematico delle specie e varietà). (Boll. R. Orto Botanico della R. Università di Napoli, vol. VII, 1924, pp. 67 – 128).
- Note ed aggiunte alla flora dell'Isola di Capri. (Nuovo Giorn. Bot. It., vol. XXIX, Firenze, 1922 (1923), pp. 44 – 66).
- La «Macchia» nel paesaggio di Capri e la sua protezione. Comunicazione fatta al Convegno del Paesaggio di Capri 1922. (G. Casella ed., Napoli, 1923).
- La vegetazione del Monte Nuovo e le sue origini. (Boll. della Soc. dei Naturalisti di Napoli, vol. XXXV (1923), pp. 238 – 306, con 4 fig. ed I Carta).
- Rapporti tra poggia e vegetazione della Costiera amalfitana. (Boll. della Soc. dei Naturalisti di Napoli, a. XXXIX, 1925).
- La vegetazione della Penisola Sorrentina. (IV parte) [ puntata 2a]. (Boll. R. Orto Botanico della R. Università di Napoli, vol. VIII, 1926, pp. 239 – 268).

### Pubblicazioni di geologia ed ingegneria
- Le perturbazioni statistiche dei manufatti che attraversano la collina di Posillipo e la loro causa. 1923. Atti del Reale Istituto d'Incoraggiamento. vol. LXXV, Napoli.
- Sui bradisismi nella collina di Posillipo. 1923. Boll. Soc. Natural., proc. verb., vol. XXXV, Napoli.
- Osservazioni sulle gallerie cavate nel tufo giallo trachitico e sulle ipotesi di carico per la verifica dei rivestimenti. 1924. Atti del Reale Istituto d'Incoraggiamento, vol. LXXVI, Napoli.
- Notizie sul pozzo artesiano recentemente trivellato nella piazza S. Maria la Fede, in Napoli. 1924. Boll. Soc. Natural., vol. XXXVI, Napoli.
- Vivara. 1924. Bull. Club escursionisti napolitani, Napoli.
- Il tufo trachitico ossidianico di Santo Stefano al Vomero (Napoli). 1925. Boll. Soc. Natural., vol. XXXVII, Napoli.
- La galleria della direttissima. 1926. Atti del Reale Istituto d'Incoraggiamento, vol. LXXVIII, Napoli.
- Il pozzo artesiano della centrale elettrica del volturno. 1926. Boll. Soc. Natural., vol. XXXVIII, Napoli.
- Monte Echia. Geologia ed antiche escavazioni. 1928. Atti del Reale Istituto d'Incoraggiamento, vol. LXXX, Napoli.
- Il tufo giallo trachitico nel sottosuolo della città di Napoli. 1928. Ibidem.
- Materiali naturali da costruzione. Saggio di bibliografia regionale dell'Italia. 1930. Atti del Reale Istituto d'Incoraggiamento, Napoli.